# Antique
Para la provincia filipina, véase Provincia de Antique.
Antique es un grupo de música griego formado por Helena Paparizou y Nikos Panagiotidis. Ambos nacieron cerca de Gotemburgo, Suecia, de padres griegos. Representaron a Grecia en el Festival de Eurovisión 2001 obteniendo la mejor posición hasta ese momento del país heleno, hasta que Helena ganó el festival en 2005, una vez separado el dúo. En 2022 editaron un nuevo single como grupo.

## Carrera
Amigos desde la infancia, Helena y Nikos mezclaban la música folk o tradicional griega con dance-pop beat. En 1999 editaron el tema “Opa Opa”, que fue su primer y gran éxito, especialmente en Suecia, Noruega, Italia, Rumanía, Dinamarca y Grecia. Años más tarde Despina Vandi hizo una versión en inglés con la que entró en numerosas listas de éxitos. “Follow me”, "Dinata Dinata" o “No time to play” fueron sus siguientes éxitos, sobre todo en los países escandinavos, sonando también en Alemania e Islandia. El dúo fue elegido como representante para Grecia en Eurovisión 2001 en Copenhague con el tema “(I would) Die For You”, interpretando la estrofa en griego y el estribillo en inglés. Consiguió la tercera plaza, siendo la mejor posición hasta el momento de Grecia en Eurovisión, recibiendo las máximas puntuaciones de Suecia y España. En 2004, y por mutuo acuerdo, disolvieran el grupo. Entonces Helena comenzaría una exitosa carrera en Grecia convirtiéndose en la cantante con mayores ventas en el país, incluso ganaría el Festival de Eurovisión en 2005 con "My Numer One". En 2022 decidieron reunirse y editar nuevo material como grupo 

## Discografía

### Álbumes
- Mera Me Ti Mera (1999)
- Die for You (2001)
- Me Logia Ellinika (2002)
- Alli Mia Fora (2003)
- Blue Love (2003)

### Sencillos
- "Opa Opa" (1999)
- "Dinata Dinata" (1999)
- "Mera Me Ti Mera" (2000)
- "Die for you" (2001)
- "Ligo Ligo" (2001)
- "Follow me" (2001)
- "Me Logia Ellinika" (2002)
- "Kainourgia Agapi" (2002)
- "Moru Moru" (2003)
- "Why?" con Slavi Trifonov (2003)
- "Time to say goodbye" (2003)
- "List of lovers" (2003)
- "Ti Ti" (2022)